# Kreuztor (Ingolstadt)
Das Kreuztor wurde 1385 erbaut und ist das Wahrzeichen der Stadt Ingolstadt. Der Name des Tores leitet sich vom ehemaligen, westlich der Stadt gelegenen Aussätzigenhaus zum Heiligen Kreuz ab, das 1546 im Schmalkaldischen Krieg zerstört wurde.

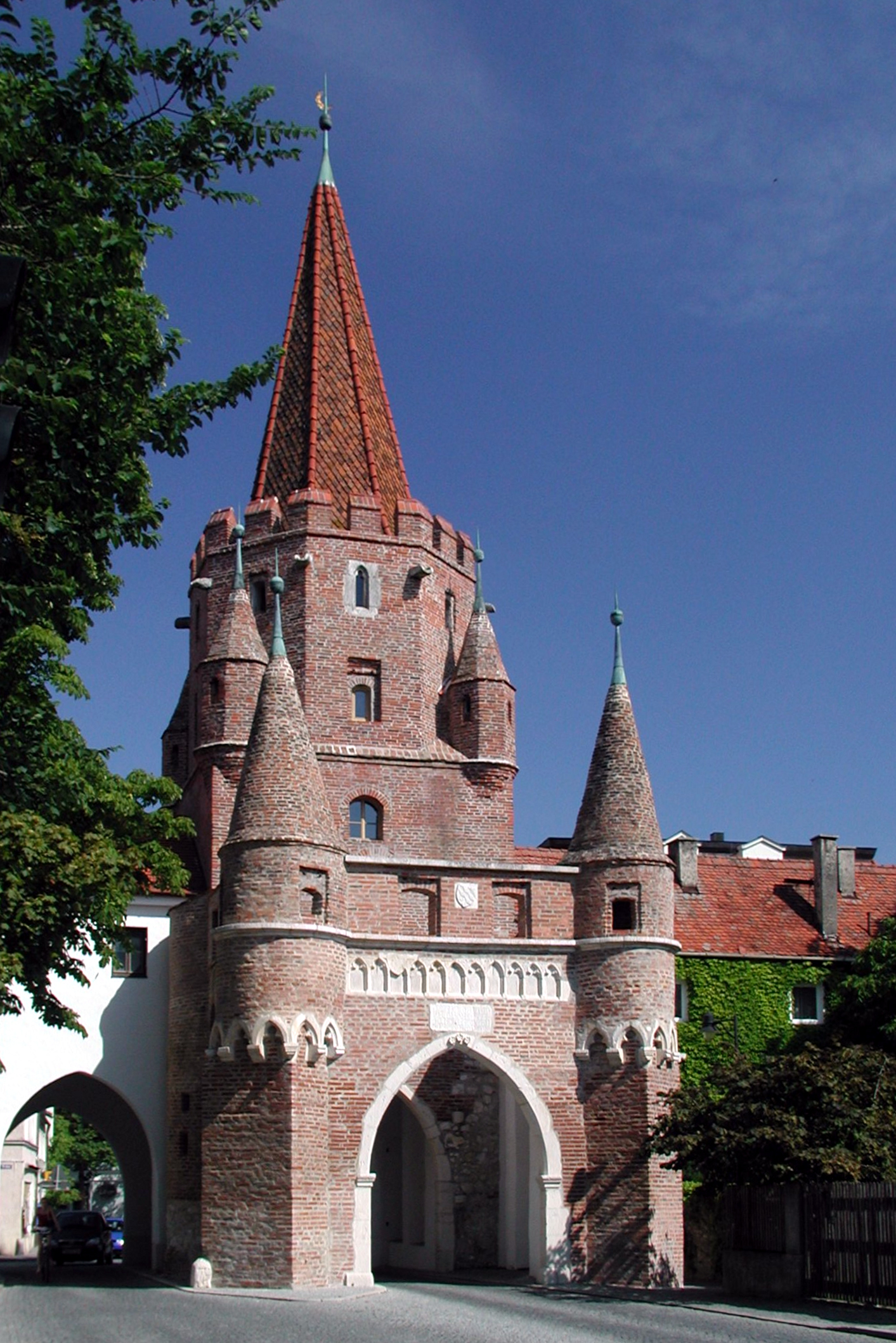
Kreuztor Außenseite (Westen)

## Geschichte
Das siebentürmige Stadttor ist Teil der im Jahr 1363 errichteten zweiten Ingolstädter Stadtmauer. Es ist als einziges von den ursprünglich vier Haupttoren Feldkirchnertor, Hardertor, Kreuztor und Donautor noch erhalten. Außerdem existiert noch das ursprüngliche Feldkirchner Tor, das ebenfalls zu dieser zweiten Befestigungsphase gehört. Es ist bei einer Erweiterung des Neuen Schlosses in das Burgareal integriert worden.

## Architektur
Das Ziegelmauerwerk der mittelalterlichen Torturmanlage ist unverputzt. Über dem quadratischen Unterbau mit spitzbogiger Durchfahrt und feldseitigem Vortor ist ein achteckiger Aufbau mit vier Erkern gesetzt, der mit einem Spitzhelm abschließt. Auf der stadtauswärts gelegenen Gebäudeseite begrenzen zwei Standerker den Torbogen.
Nördlich angefügt ist das ehemalige Pflasterzolleinnehmerhaus, ein zweigeschossiger verputzter Satteldachbau mit einem Durchbruch von 1883.

## Förderverein Kreuztor
Seit 2003 ist das Kreuztor im Besitz des Förderverein Kreuztor, das sich um den Erhalt des Denkmals kümmert. Durch ehrenamtliche Tätigkeit und Beschaffung von Geldmitteln kann der Turm der Öffentlichkeit durch Ausstellungen, Lesungen und kleineren Konzerten wieder zugänglich gemacht werden.

## Baudenkmal
Der zurückgestaffelte, ins Polygon übergehende Turm mit Zinnenkranz und Spitzhelm steht unter Denkmalschutz und ist im Denkmalatlas des Bayerischen Landesamtes für Denkmalpflege und in der Liste der Baudenkmäler in Ingolstadt eingetragen.